# Chaco For Ever
Der Club Atlético Chaco For Ever, kurz Chaco For Ever, ist ein argentinischer Fußballverein aus Resistencia in der Provinz Chaco. Der Verein wird auch Albinegra genannt.

## Geschichte
Am 27. Juli 1913 trennten sich eine Gruppe von Mitgliedern vom Club Atlético Sarmiento, um Chaco For Ever zu gründen. Dies wurde von Alfredo López Lotero, Humberto Brignole und Justino Soto vorangetrieben. Der Name "For Ever", der von einem Engländer vorgeschlagen wurde, wurde wegen seiner Bedeutung "für immer" gewählt. Die Gründungsmitglieder wählten die Farben Schwarz und Weiß, inspiriert von der Kohle und der Baumwolle in Chaco. Das erste Spielfeld des Vereins befand sich in der Gegend des heutigen Plaza España, bis das heute genutzte Stadion 1960 eröffnet wurde. 1967 stieg Chaco For Ever nach dem Gewinn des Regionalturniers in den nationalen Fußball auf. Ende der 1960er Jahre und in den 1970er Jahren erlebte die Mannschaft eine erfolgreiche Zeit, als sie erstmals in der Primera División antrat. In der Saison 1986 debütierte der Verein in der Primera Nacional B und gewann 1988/89 die Meisterschaft, die ihm den Aufstieg in die Primera División sicherte. Nach zwei Jahren stieg Chaco For Ever wieder ab und stand wirtschaftlichen Krisen gegenüber, die 1998 in der Insolvenz des Vereins mündeten. Nach mehreren Jahren in den unteren Ligen des Landes kehrte der Verein 2013 in den Torneo Argentino A zurück. 2021 gelang der erneute Aufstieg in die Primera Nacional B, in der der Klub sich etablieren konnte.

## Stadion
Seine Heimspiele trägt Chaco For Ever im 25.000 Zuschauer fassenden Estadio Juan Alberto García aus. Das Stadion wurde 1960 eröffnet und zuletzt 2019 remodelliert.

## Rivalitäten
Chaco For Ever spielt gegen Stadtrivale Club Atlético Sarmiento im Clásico chaqueño. Die beiden Vereine sind die ältesten Fußballvereine der Stadt.

## Erfolge
- Meister der Primera Nacional B: 1988/89